# Calcifuge
L'adjectif calcifuge (dont les racines latines signifient : « qui fuit le calcaire ») qualifie les plantes qui évitent les terrains calcaires ou à tendance alcaline. On peut également les qualifier d'acidophiles, d'acidicoles ou de silicicoles. L'antonyme est calciphile ou calcicole.
Le terme « acidophile » est à réserver à la micro-biologie. L'acidiphilie caractérise un taxon ou une formation végétale acidiphile (acidophyte), c'est-à-dire dont la présence est liée aux substrats acides (notamment les sols acides, de pH inférieur à 5).
Dans les terrains calcaires, le pH élevé rend le fer et les phosphates moins soluble. De ce fait, les plantes calcifuges montrent souvent des carences en fer ou phosphates qui se traduisent par de la chlorose. Les nervures des feuilles restent vert foncé, mais les tissus plus éloignés des nervures deviennent vert clair. De plus, le cation Ca2+ forme des complexes avec les « têtes » polaires des phospholipides des membranes plasmiques, ce qui diminue la fluidité membranaire et entraîne des fuites du contenu cytoplasmique, perturbant la nutrition des plantes. Celles qui ne sont pas adaptées absorbent ou retiennent plus difficilement les minéraux.

## Plantes calcifuges
- Arnica des montagnes
- Avoine
- Azalée
- Camellia
- Châtaignier
- Chêne
  - Chêne-liège
  - Chêne tauzin
- Digitale pourpre
- Certaines espèces de la famille des Ericaceae, comme les myrtilles
- La plupart des espèces du genre Erica (bruyères)
- Eucalyptus
- Gentiane de Koch
- Pin maritime
- La plupart des plantes carnivores telles que la Dionaea car elles sont originaires de milieux de genre marécageux.
- Rhododendron